# 費爾干納大屠殺
費爾干納大屠殺，是發生在1989年6月3日-12日的種族騷亂，地點是蘇聯乌兹别克苏维埃社会主义共和国的費爾干納地區，當地的烏茲別克族居民與外來的麥斯赫特土耳其人衝突，數百名麥斯赫特土耳其人被殺或受傷，近1,000處財產被破壞，數千名麥斯赫特土耳其人逃亡。

## 起因
麥斯赫特土耳其人自1944年被蘇聯政府驅逐後，一直被禁止返回格魯吉亞，他們繼續生活在中亞地區，主要是烏茲別克斯坦，直到1989年6月，烏茲別克族極端分子在費爾干納谷地對麥斯赫特土耳其人實施大規模屠殺，這一切都始於集市上為“一盤草莓”而爭吵（土耳其買家對烏茲別克賣家粗魯並推翻了草莓，他們為此求情，之後爆發了戰鬥等等）。據統計，有97人死亡，1,000多人受傷，752棟房屋被燒毀。而在大屠殺之前，約有100000麥斯赫特土耳其人居住在烏茲別克斯坦。

## 事後
莫斯科和塔什干當局迅速聲稱，騷亂是由黑手黨、戈爾巴喬夫的政治敵人或烏茲別克民族主義者策劃的。
在此事件之後，大約70,000名麥斯赫特土耳其人前往阿塞拜疆，其餘的流向了俄羅斯各個地區（特別是克拉斯諾達爾邊疆區）、哈薩克斯坦、吉爾吉斯斯坦和烏克蘭。
許多布哈拉猶太人同時也逃到了以色列。